# 페레야슬라프 조약

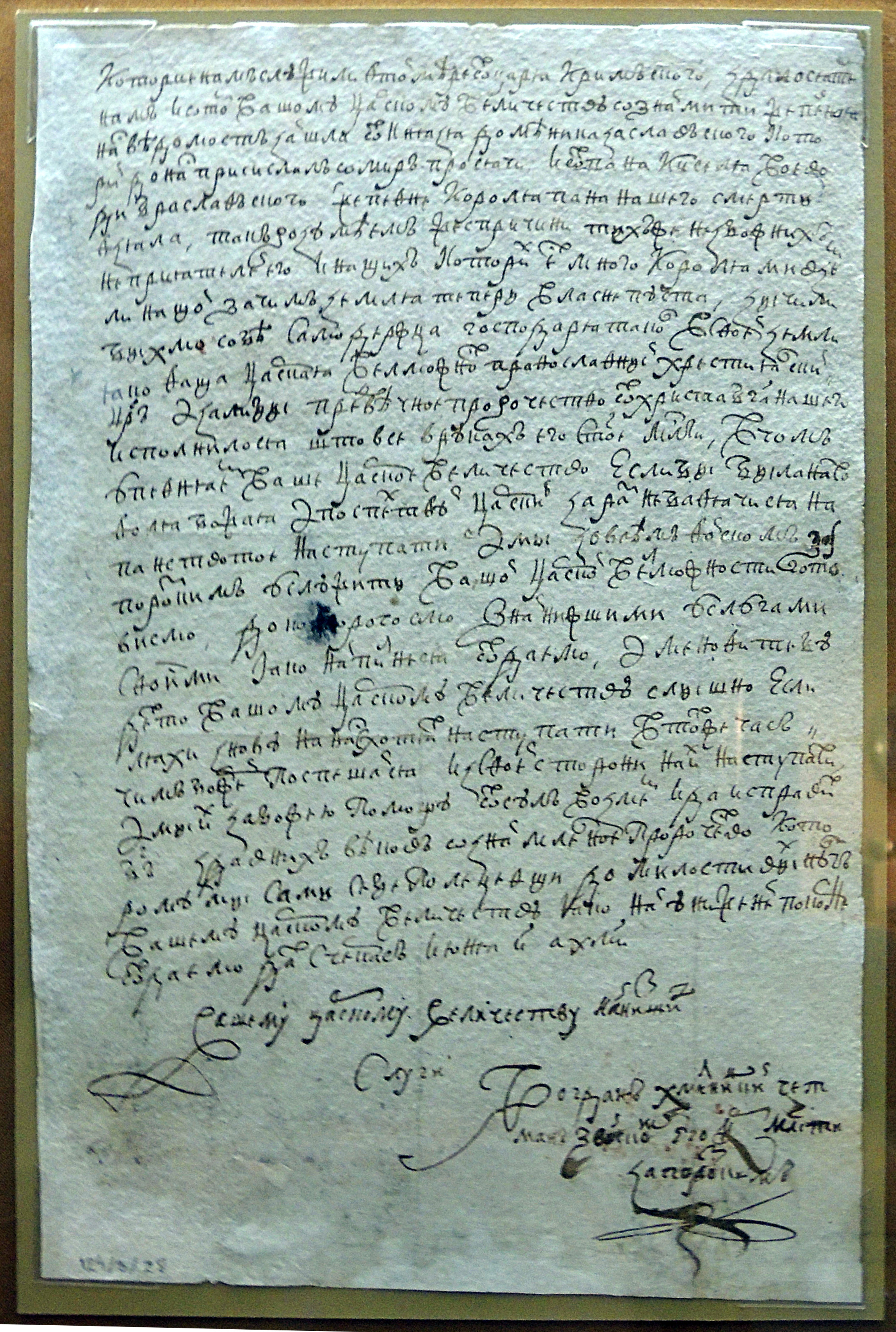
1648년 6월 8일 카자크 수장국의 보흐단 흐멜니츠키 수장이 루스 차르국의 알렉세이 미하일로비치 차르에게 보낸 서한

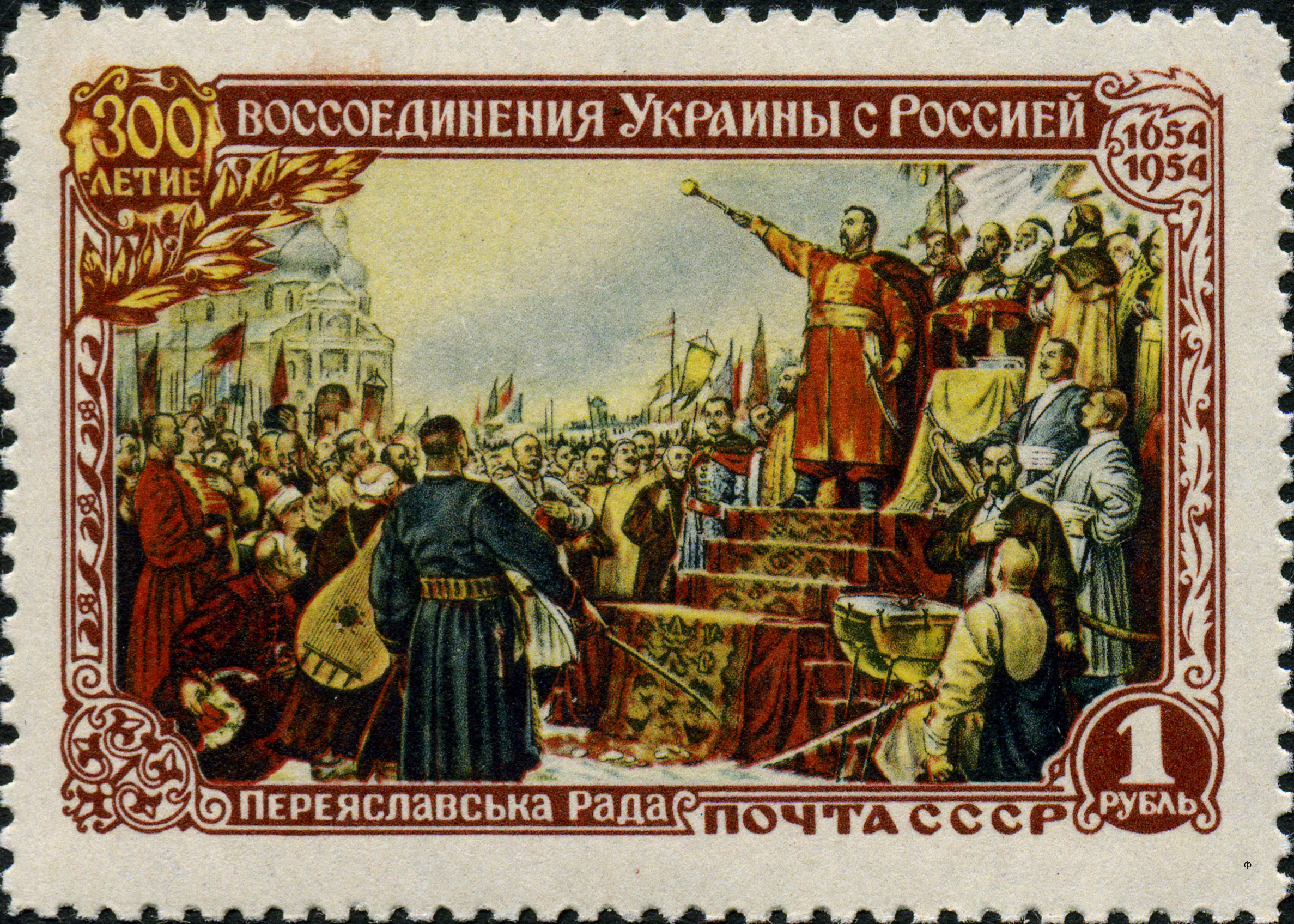
1954년 페레야슬라프 조약 체결 300주년(러시아-우크라이나 통합 300주년)을 기념하기 위해 소련에서 발행된 우표

페레야슬라프 조약(러시아어: Переяславская рада)은 1654년 1월에 페레야슬라프(현재의 우크라이나 페레야슬라우흐멜니츠키)에서 카자크 수장국의  헤트만 보흐단 흐멜니츠키가 루스 차르국의 차르인 알렉세이 미하일로비치와 체결한 조약을 말한다.

## 역사적 배경
폴란드-리투아니아 연방에 거주하는 정교회 신자들은 폴란드인으로부터 민족적, 종교적으로 억압받았다. 억압에 대항하는 저항이 빈번하게 일어났다. 이런 상황에서 저항 세력은 자연스럽게 같은 루스인이자 정교회를 믿는 러시아에 원조를 요청하게 되었다. 처음으로 러시아에 원조를 부탁한 것은 1591년부터 1593년에 폴란드 귀족에 대항하는 봉기를 지휘하던 등록 카자크군의 최고 사령관인 헤트만 크리슈토프 코신키였다. 그 후 헤트만 페트로 코나셰비치사하이다치니(Petro Konashevych-Sahaidachny)가 표트르 아딘초프를 사신으로 보내 자포리자 카자크의 러시아 국적을 승인해 달라고 요청했다.
1622년에 이사이야 코핀스키 주교가 러시아 정부에게 우크라이나의 정교회 신자들을 러시아 국민으로 승인할 것을 제안했다. 1624년에 대주교 이오브 보레츠키도 같은 요청을 했다. 1648년에 보흐단 흐멜니츠키의 지휘 아래 흐멜니츠키 봉기라고 부르는 대규모 봉기가 발발했다. 평민과 농민으로 구성된 카자크가 일으킨 봉기는 흐멜니츠키가 이끄는 군대는 조브티보디 전투와 같은 여러 전투에서 폴란드 군대를 격파했고, 1649년 8월 17일에는 폴란드-리투아니아 연방과 즈보리우 조약(Zboriv)을 맺어 카자크의 자치권을 허가받았다.
그러나 곧 전쟁이 재개되었고, 이번에는 카자크 반란군이 1651년 6월에 베레스테츠코 전투에서 크림 타타르족 군대에게 큰 패배를 당했다. 이 전투에서 카자크 군대 14만 명 중 8만 명이 전사했다. 1653년에 흐멜니츠키는 승리가 불가능하다고 보고 러시아에게 자포리자 카자크를 받아달라고 요청했다.
1653년 가을에 모스크바에서 열린 젬스키 소보르에서 자포리자 카자크를 루스 차르국의 국민으로 받아들인다는 루스 차르국의 알렉세이 미하일로비치 차르의 결정이 있었고, 1653년 10월 23일(11월 2일)에 루스 차르국 정부가 폴란드-리투아니아 연방에 전쟁을 선포했다.

## 같이 보기
- 헤트만국
- 흐멜니츠키 봉기